# Kungsängsleden

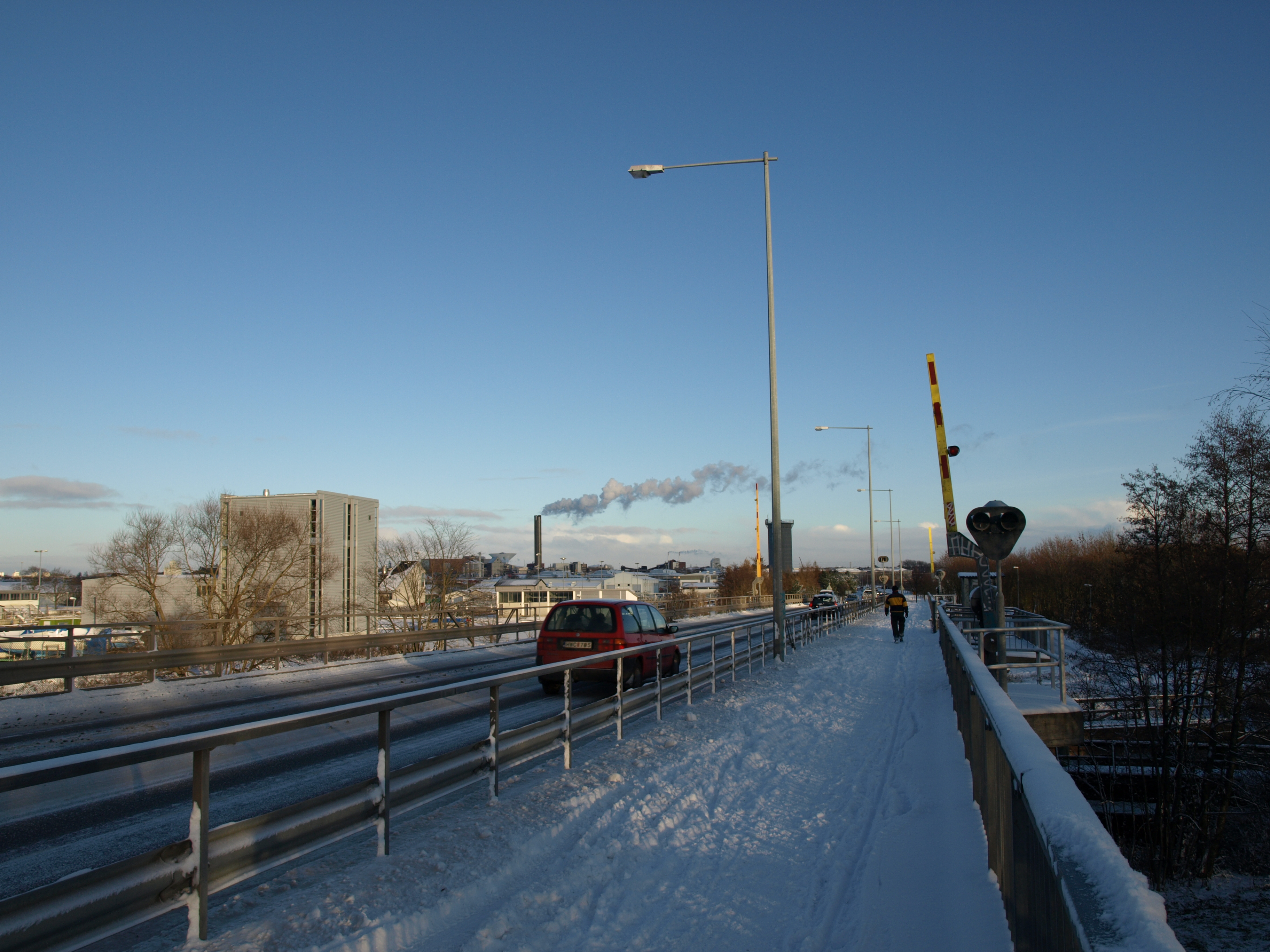
Kungsängsleden går ovanpå Kungsängsbron.

Kungsängsleden är en större genomfartsled i Uppsala. Den går mellan Dag Hammarskjölds väg och Tycho Hedéns väg. Den går också förbi Kungsgatan och Stålgatan. Vägen är byggd i olika etapper 1967, 1972 och 1982. Vägen är en viktig genomfartled och förbinder Uppsalas södra delar med E4 och de östra delarna av staden. Den äldsta delen går mellan Kungsgatan och Stålgatan och var från början en del i det som då var E4. När Uppsala fick motorväg 1972 förlängdes vägen österut för att ansluta till motorvägen. 1982 förlängdes vägen västerut för att nå Dag Hammarskjölds väg. Vägen är en viktig förbindelse dels för att knyta ihop delar av Uppsalas centrala områden med motorvägarna, men också för att områden som Eriksberg, Norby, Valsätra, Gottsunda och Sunnersta ska få en smidig väg mot motorvägarna. Den används även för omfattande lokal trafik från ovannämnda områden till centrum, samt bland annat till/från Boländerna. Den östra delen av vägen går över Fyrisån på en klaffbro som heter Kungsängsbron och som är öppningsbar. Broöppning förekommer ibland och är vanligast under sommartid då det går ett antal båtar för turister på Fyrisån. Vägen har fått sitt namn eftersom den på östra sidan av Fyrisån passerar Kungsängen, som än idag delvis är en äng där det växer kungsängsliljor. Området har även en starkt industriell karaktär.

## Planer[uppföljningsaknas]
Då Kungsängsbron är hård trafikerad med långa köer och flera olyckor så har man lagt planer på att försöka avlasta den hårt trafikerade bron, ett av de nya förslagen är att bygga en bro över Fyrisån och Övre Föret vid Ultuna, som sedan ska kopplas ihop med E4 söder om Trafikplats Säby, ett annat förslag är att man ska bygga om Kungssängsbron så att den blir mötesseparerad med två filer i varje riktning. Det finns även långsikta planer på att knyta en motorväg runt Uppsala i ringled, ifall detta blir verklighet så kommer Kungsängsleden vara en del av den ringleden, då kommer troligtvis även dagens plankorsningar byggas om till planskilda trafikplatser. Leden, kommer sedan fortsätta efter Kungssängsleden i en tunnel under Stadsskogen och Norby, Ekeby och Flogsta som sedan kopplas ihop med Trafikplats Berthåga vid Bärbyleden.
Trafikplats Berthåga planeras att byggas om till planskild trafikplats någon gång mellan 2013 och 2016.